# ماینهاوزن
ماینهاوزن (به آلمانی: Mainhausen) یک شهر در آلمان است که در افنباخ واقع شده‌است. ماینهاوزن  ۹٬۱۸۹ نفر جمعیت دارد.